# Joana Afonso
Joana Afonso (n. 1989) é uma desenhadora e ilustradora portuguesa, reconhecida pelo seu trabalho na banda desenhada. O seu trabalho foi distinguido com múltiplos prémios, entre os quais o de Melhor Álbum Português, no Amadora BD, com "O Baile".
É doutorada na especialidade de Desenho pela Faculdade de Belas Artes da Universidade de Lisboa.

## Percurso
Joana Afonso licenciou-se em Pintura, prosseguindo os estudos com um mestrado em Desenho, ambos pela FBAUL.  Defendeu a sua dissertação, "Metodologias na banda desenhada: realização de um álbum de BD", em 2015. Em 2019,  obteve o grau de doutorada pela sua tese " Multiplicidade narrativa em banda desenhada: a influência dos novos media". Desde 2013 que lecciona enquanto assistente convidada na FBAUL.
Começou a desenhar quando era criança, influenciada por desenhos animados como o Dragon Ball. Além dos desenhos animados, a artista cita a banda desenhada franco-belga e o trabalho de Cyril Pedrosa como inspirações.
O seu primeiro trabalho de maior projecção foi o álbum "O Baile". Editado pela Kingpin Books em Outubro de 2012, o livro conta com o argumento de Nuno Duarte e esgotou a primeira tiragem .
Em 2014, editou o seu primeiro álbum a solo, "Deixa-me Entrar", pela Polvo. Nesse ano, esteve em destaque como artista convidada do Amadora BD, assinando o cartaz do festival e garantindo uma exposição a solo.
Faz parte do colectivo The Lisbon Studio.

## Reconhecimentos e Prémios
"O Baile" venceu  o prémio de Melhor Álbum no Amadora BD de 2013. A obra vence, também, seis categorias da primeira edição dos Prémios Profissionais de Banda Desenhada. 
Neste âmbito, Afonso é distinguida em nome próprio pelo seu trabalho no livro, arrebatando os galardões de Desenhadora do Ano e Colorista do Ano.
Pela série "Living Will" (argumento de André Oliveira), recebe o prémio de “Outras Publicações” nos Prémios Profissionais de Banda Desenhada e o Troféu de “Melhor Arte” da Central Comics em 2014; e o Troféu de Melhor Publicação Independente em 2015.
Afonso esteve nomeada duas vezes para o Prémio Adamastor de Ficção Fantástica em Banda Desenhada, em 2014 com "O Baile" e em 2019 com "Zahna".

## Obras Seleccionadas
A obra de Afonso espalha-se por livros (em nome próprio e em colaboração), antologias, zines e ilustrações para múltiplos projectos. O seu trabalho esteve exposto em Varsóvia, em Treviso e em Bruxelas. 
Livros 
- "O Baile" (argumento de Nuno Duarte, Kingpin Books, 2012)
- "Living Will", números I- VII (argumento de Andŕe Oliveira, série, Ave Rara, 2014-2019)
- "Deixa-me Entrar" (Polvo, 2014)
- "Zahna" (Polvo, 2019)

## Ligações Externas
- Página Oficial - Joana Afonso

- Instagram Oficial:
- Festival de Animação OLHO: Entrevista a Joana Afonso - Ilustradora e Artista de BD (2020)
- LivedeQuadrinhos 57: entrevista a Joana Afonso